# 시중
시중(侍中)은 전근대 동아시아의 관직명으로, 황제의 측근으로서 황제의 질문에 대답하고 신변을 시중드는 직책이다.

## 중국
중국에서는 진대부터 시작되어 승상의 속관으로서 전중의 주사를 맡았고, 한대에 들어가면 가관(본직의 다른 겸임 전용의 직책)이 되어 황제의 승마·복식도 취급했다 . 후한말에서 조위에 이르기까지 순욱이 수상서령에 시중을 겸하고, 이어 태위 사마의와 대장군 조상이 시중을 겸하고 있었다.
조위 이후에는 전임 시중도 설치되어 대체로 4명이 놓였으며, 추기에 참여하는 중직이 되었다. 남조의 양과 북조의 북위에서는 재상과 동등한 관직이 되었다.
수대에는 납언(納言)으로 개칭되었다가 당대에 시중으로 복원되었다. 당나라 이후에는 문하성 장관을 겸해 2명이 임명되어 사실상의 승상이 된다. 하지만, 시대가 변천함에 따라, 그 권한은 축소되었다. 문하성은 귀족세력의 권익을 대표하여 황권에 대항하는 부국이었으나 당 중기 이후에는 황권이 강해지면서 문하성의 권위는 저하되고 중서성에 흡수되기에 이른다.
송대에 시중의 관명은 복원되었으나 실무직이 아닌 명예직으로 기능하였으며, 원대 이후에 폐지되었다.

## 한국
한국에서는 651년 신라 진덕여왕 시절에 기존의 재상격인 상대등을 견제하기 위해 중시(中侍)라는 이름으로 처음 도입되었으며, 747년 경덕왕 시절에 집사부(執事部)의 장관의 관직으로서 시중으로 이름이 바뀌었다. 681년 신문왕 즉위년에 김흠돌의 난을 평정하는 과정에서 진골 귀족을 대거 숙청하면서 상대등의 기능을 약화시켰으며, 왕명 출납, 왕의 시위 등을 담당하던 중시, 즉 시중의 권한을 강화하였다. 
고려시대에는 문하시중이라는 이름으로 존재하였으며, 당시 고려의 재상직이었다. 고려말에 도첨의시중(都僉議侍中)로 불리기도 하였다.

## 일본
일본에서는 장인의 당명으로 사용되었다.